# Gerhart Hauptmann
Gerhart Johann Robert Hauptmann (Szczawno-Zdrój, Silésia, 15 de novembro de 1862 — Jelenia Góra, 6 de junho de 1946) foi um romancista e dramaturgo alemão.
Laureado com o Nobel de Literatura de 1912, foi um dos responsáveis pela introdução das tendências naturalistas no teatro alemão, cujas peças evoluíram posteriormente para um complexo simbolismo metafísico e religioso. 

## Biografia
Abandonou a escola aos 15 anos, trabalhou no campo, estudou escultura em Breslau por dois anos e interessou-se depois por história, filosofia e ciências. Radicou-se em Erkner, perto de Berlim (1885), onde passou a se dedicar à literatura e editou sua primeira peça, Vor Sonnenaufgang (Antes do Amanhecer) (1889). Depois apresentou Einsame Menschen (Gente Solitária) (1891) e sua obra-prima Die Weber (Os Tecelões) (1892), uma peça sobre uma revolta frustrada de proletários acusados pela mecanização e pela fome. 
Outras peças clássicas de sua autoria foram Der Biberpelz (1893), Hanneles Himmelfart (1893), Fuhrmann Henschel (1899) e Rose Bernd (1903). O naturalismo, a luta de classes, ladrões sagazes e magistrados insapientes, à arrogância das autoridades prussianas etc, caracterizadas por um tom satírico foram a marca registrada de suas peças. Na virada do século começou a escrever peças poético-simbólicas, que não resistiram ao tempo. No romance Emanuel Quint der Narr in Christo (1910) mostrou como o evangelho seria recebido, se Cristo surgisse novamente no mundo. 

## Obras

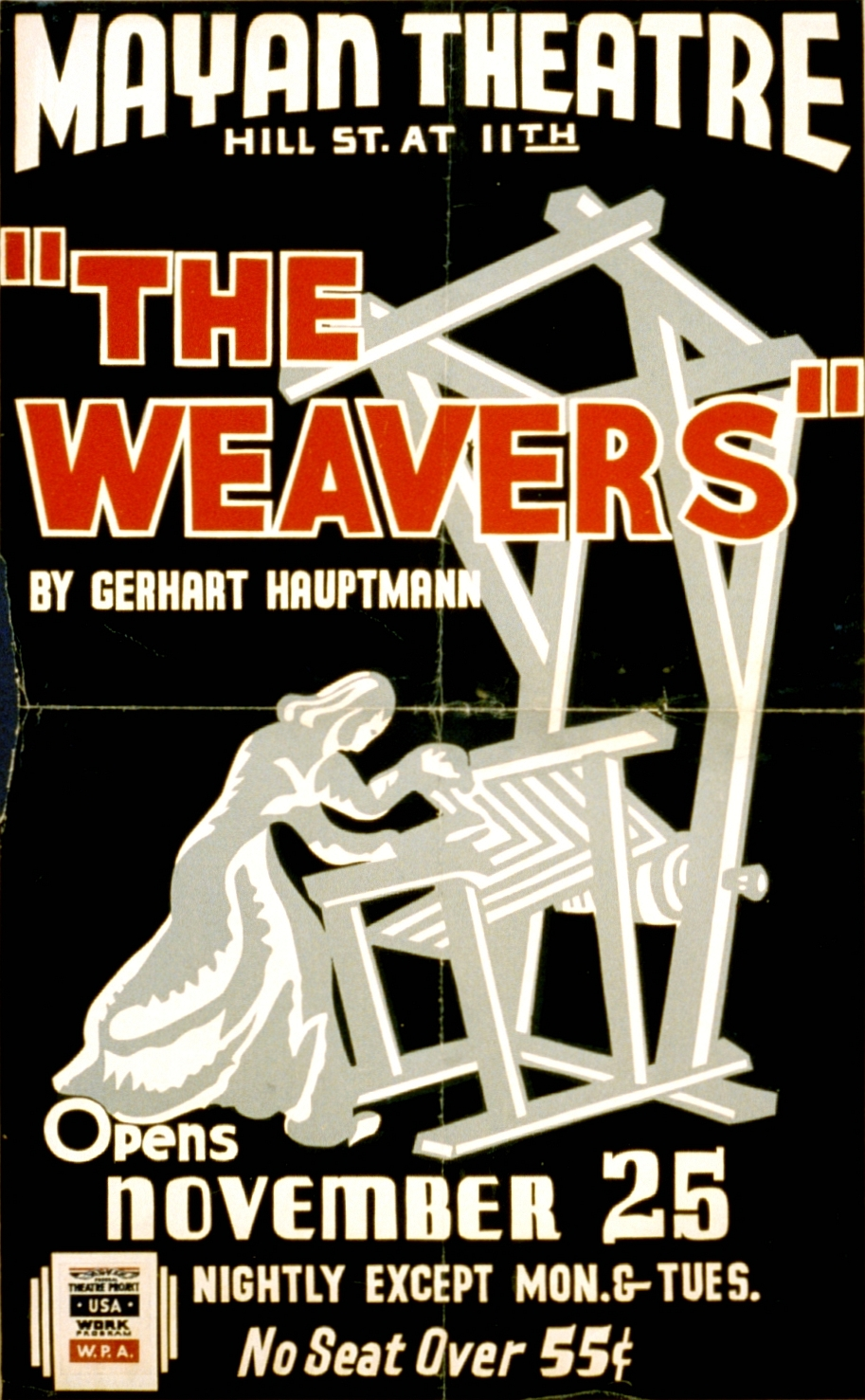
Cartaz de uma encenação apoiada pelo Federal Theatre Project nos EUA de The Weavers nos anos 1930s.

### Romances
- Der Narr in Christo Emanuel Quint (1910)
- Atlantis (1912)
- Wanda, der Dämon (1926)
- Die Insel der grossen Mutter (1928)
- Um Volk und Geist (1932)
- Im Wirbel der Berufung (1936)
- Der Abenteuer meiner Jugend (1937)

### Novelas
- Bahnwärter Thiel (1888)
- Der Ketzer von Soana (1918)
- Phantom (1923)
- Marginalien (selected works, reports: 1887–1927)
- Das Meerwunder (1934)
- Sonnen (1938)
- Der Schuss im Park (1939)

### Novelas em verso
- Promethidenlos (1885)
- Anna (1921)
- Die blaue Blume (1924)
- Till Eulenspiegel (1927)
- Der grosse Traum (1912–42)

### Peças de teatro
- Vor Sonnenaufgang (Before Sunrise, Antes do Sol Nascer, 1889)
- Das Friedensfest (The Reconciliation, A Reconciliação, 1890)
- Einsame Menschen (Lonely People ou Lonely Lives, Pessoas Sozinhas, 1891)
- Die Weber (The Weavers, Os Tecelões, 1892)
- College Cramption (Colleague Crampton, O Colega Cramption, 1892)
- Der Biberpelz (The Beaver Coat, O Casaco de Castor, 1893)
- Hanneles Himmelfahrt (The Assumption of Hannele, A Ascensão de Hanneles, 1893)
- Florian Geyer (1896)
- Elga (1896)
- Helios (1896) fragmento
- Die versunkene Glocke (The Sunken Bell, O Sino afundado, 1896)
- Das Hirtenlied (Pastoral, Pastoral, 1898) fragmento
- Fuhrmann Henschel (Drayman Henschel, O Cocheiro Henschell, 1898)
- Schluck und Jau (Schluck and Jau, Schluck e Jau1900)
- Michael Kramer (1900)
- Der rote Hahn (The Conflagration, A Conflagração, 1901)
- Der arme Heinrich (Henry of Auë, Henrique de Aue, 1902)
- Rose Bernd (1903)
- Und Pippa Tanzt! (And Pippa Dances! , E Pippa Dança!, 1906)
- Die Jungfern von Bischofsberg (The Maidens of the Mount, As Donzelas da Serra, 1907)
- Kaiser Karls Geisel (Charlemagne's Hostage, O Refém de Carlos Magno, 1908)
- Griselda (1909)
- Die Ratten (The Rats, As Ratazanas, 1911)
- Gabriel Schillings Flucht (Gabriel Schilling's Flight, O Voo de Gabriel Schilling, 1912)
- Peter Brauer (1912)
- Festspiel in deutschen Reimen (Commemoration Masque, Festival, 1913)
- Der Bogen des Odysseus (The Bow of Odysseus, O Arco de Ulisses, 1914)
- Magnus Garbe (1914, segunda versão: 1942)
- Indipohdi (1920)
- Veland (1925)
- Herbert Engelmann (1921–26)
- Spuk (duas peças: Die schwarze Maske e Hexenritt, 1928)
- Die goldene Harfe (A Harpa dourada, 1933)
- Hamlet im Wittenberg (Hamlet in Wittenberg, Hamlet em Wittenberg, 1935)
- Die Finsternisse (1937)
- Ulrich von Lichtenstein (1936–37)
- Die Tochter der Kathedrale (A filha da Catedral, 1935–38)
- Die Atriden-Tetralogie (Tetralogia dos Atreus):

1. Iphigenie in Aulis (Ifigénia em Aulis, 1944)
2. Agamemnons Tod ( A morte de Agamenon , 1948; escrita em 1942)
3. Elektra (1948; escrita em  1944)
4. Iphigenie in Delphi (Ifigénia em Delfos, 1941)